# Masters of Misery Tribute
Masters of Misery Tribute — трибьют-альбом, посвящённый группе Black Sabbath, вышедший в 1997 году. В основном использованы композиции времен Оззи Осборна, за исключением Zero the Hero (1983 год, записана с Иэном Гилланом).

## Список участников и композиций
1. Cathedral — Wheels of Confusion — 5:31
2. Sleep — Snowblind — 5:57
3. Godflesh — Zero the Hero — 6:20
4. Confessor — Hole in the Sky — 3:27
5. Anal Cunt — Killing Yourself to Live — 3:50
6. Fudge Tunnel — Changes — 7:27
7. O.L.D. — Who Are You? — 8:48
8. Brutal Truth — Lord of This World — 5:04
9. Ultraviolence — Paranoid — 3:43
10. Pitchshifter — N.I.B. — 4:44
11. Scorn — The Wizard — 11:47
12. Iron Monkey — Cornucopia — 5:51
13. Cathedral — Solitude — 4:55